# Макув-Кольонія
Макув-Кольонія (пол. Maków-Kolonia) — село в Польщі, у гміні Макув Скерневицького повіту Лодзинського воєводства.
У 1975-1998 роках село належало до Скерневицького воєводства.